# ボールドウィン郡 (ジョージア州)
ボールドウィン郡（ボールドウィンぐん、英: Baldwin County）は、アメリカ合衆国ジョージア州の中央部に位置する郡である。2010年国勢調査での人口は46,337人であり、2000年の44,700人から3.7%増加した。郡庁所在地はミレッジビル市（人口17,715人）であり、同郡で人口最大の都市でもある。
ボールドウィン郡は、ハンコック郡と共にミレッジビル小都市圏を構成している。

## 歴史
ボールドウィン郡となった地域は数世紀もの間、クリーク族インディアンが専有しており、その前の数千年間は様々な文化の先住民族が住んでいた。
郡域の一部は1802年のフォートウィルキンソン条約により、クリーク族から譲渡されたものであり、1803年5月11日にジョージア州議会によってボールドウィン郡が作られた。
オコニー川の西の地域はボールドウィン郡とウィルキンソン郡になった。1805年にクリーク族と結んだワシントン条約により、ジョージア州の西側境界がオクマルギー川まで広がり、1806年6月26日の州議会法によって、両郡に幾らかの領域が追加された。
その後州議会は1807年12月10日に法を成立させ、ボールドウィン郡の1806年の領域から新郡を創設し、ボールドウィン郡の東はハンコック郡とワシントン郡の領域を一部譲り受けた。新郡はモーガン郡、ジョーンズ郡、パットナム郡および現在のジャスパー郡（当時はランドルフ郡と命名されていた）だった。
ボールドウィン郡の郡名は、アメリカ合衆国憲法の署名者、ジョージア州選出アメリカ合衆国下院議員、およびジョージア大学の創設者だったエイブラハム・ボールドウィンに因んで名付けられた。開拓者達が急速に域内に入り始め、奴隷の労働力によって可能になった大規模綿花プランテーションを開発した。ジョージアはアッパーサウスやローカントリーから売られてくる奴隷の行き先の1つになった。
郡庁所在地のミレッジビルは以前にジョージア州都だった（1804年-1868年）。ワシントンD.C.を除いては国内で唯一の計画首都である。
ミレッジビルは州の中央にあり、水量が豊富にあったので、急速に賑やかなフロンティア開拓地に成長した。1807年11月2日、ミレッジビルに新設された州議会場で最初の会期が始まった。1817年にはミレッジビルの歴史的市域内に州初の刑務所が設立されており、現在はジョージア・カレッジと州立大学のキャンパスになっている。1837年、州議会は州初の精神病院設立を決めた。現在はセントラル州立病院と呼ばれている。
ミレッジビルで州議会が開催中の1861年1月にジョージア州がアメリカ合衆国からの脱退を決めたとき、ボールドウィン郡は北軍の標的になった。北軍の将軍ウィリアム・シャーマンによる破壊的な海への進軍過程で、1864年11月にはその軍隊がジョージア州の州都を占領した。シャーマン軍は州立刑務所を焼き、市内を破壊し、州議会場では模擬会期を開催して州の脱退条例を撤廃させた。戦後の1868年、州都はミレッジビルから現在のアトランタ市に移された。今日のミレッジビルにはジョージア・カレッジと州立大学、ジョージア・ミリタリー・カレッジという2つの高等教育機関が残っている。ジョージア・カレッジと州立大学は1889年にジョージア女子師範産業カレッジとして設立され、州内では主要な公立教養系大学に成長してきた。ジョージア・ミリタリー・カレッジは1879年の設立であり、旧州会議事堂を使っている。
ミレッジビル出身の著名人としては、郡内で生まれ50年間アメリカ合衆国下院議員を務めたカール・ヴィンソン、ミレッジビル・オペラハウスでその芸歴を始めたコメディアンのオリバー・ハーディがいる。小説や短編の作家フラナリー・オコナーは、ミレッジビル在住時代に多くの作品を書いた。オコナーはミレッジビルの歴史あるメモリーヒル墓地にある家族の区画に埋葬されている。
観光地としては旧州会議事堂や知事公舎に加え、オコナー家の農園であるアンダルシア、ミレッジビル市の歴史地区、植物園と自然教育センターのあるロッカリー樹木園がある。ロッカリー樹木園では毎年9月にロッカリー歴史遺産祭が開催されている。

## 地理
アメリカ合衆国国勢調査局に拠れば、郡域全面積は268平方マイル (690 km2)であり、このうち陸地249.45平方マイル (646.1 km2)、水域は9.05平方マイル (23.4 km2)で水域率は3.38%である。

### 主要高規格道路

#### アメリカ国道
- アメリカ国道441号線
- アメリカ国道441号線産業道路（ミレッジビル）

#### ジョージア州道
- ジョージア州道22号線
- ジョージア州道24号線
- ジョージア州道29号線
- ジョージア州道49号線
- ジョージア州道112号線
- ジョージア州道212号線
- ジョージア州道243号線
- ジョージア州道540号線、滝線フリーウェイ、工事中

### 隣接する郡
- パットナム郡 - 北
- ハンコック郡 - 北東
- ワシントン郡 - 東
- ウィルキンソン郡 - 南
- ジョーンズ郡 - 西

## 人口動態
以下は2010年の国勢調査による人口統計データである。
| 基礎データ - 人口: 46,337人 - 世帯数: 14,758 世帯 - 家族数: 9,843 家族 - 人口密度: 67人/km2（173人/mi2） - 住居数: 17,173軒 - 住居密度: 26軒/km2（66軒/mi2） 人種別人口構成 - 白人: 54.17 - アフリカン・アメリカン: 43.38% - ネイティブ・アメリカン: 0.21% - アジア人: 1.01% - 太平洋諸島系: 0.01% - その他の人種: 0.48% - 混血: 0.74% - ヒスパニック・ラテン系: 1.36% | 年齢別人口構成 - 18歳未満: 21.7% - 18-24歳: 14.5% - 25-44歳: 31.2% - 45-64歳: 21.9% - 65歳以上: 10.6% - 年齢の中央値: 34歳 - 性比（女性100人あたり男性の人口） - 総人口: 117.3 - 18歳以上: 119.7 世帯と家族（対世帯数） - 18歳未満の子供がいる: 31.0% - 結婚・同居している夫婦: 43.9% - 未婚・離婚・死別女性が世帯主: 18.2% - 非家族世帯: 33.3% - 単身世帯: 25.6% - 65歳以上の老人1人暮らし: 7.8% - 平均構成人数 - 世帯: 2.50人 - 家族: 3.02人 | 収入と家計 - 収入の中央値 - 世帯: 35,159米ドル - 家族: 42,736米ドル - 性別 - 男性: 31,227米ドル - 女性: 22,718米ドル - 人口1人あたり収入: 16,271米ドル - 貧困線以下 - 対人口: 16.8% - 対家族数: 11.8% - 18歳未満: 22.8% - 65歳以上: 13.0% |

## 州政府の機関
ジョージア州矯正省のボールドウィン州立刑務所（元女性矯正施設）がミレッジビル市にある。

## 都市と町
- ハードウィック
- ミレッジビル - 郡庁所在地